# Andrés López de Prado y Sagastizábal
Andrés López de Prado y Sagastizábal nació en Medina de Rioseco, España, el 17 de marzo de 1752, en el seno de una familia de rancia hidalguía militar. Fue Brigadier General de la Real Caballería y Director del Seminario de Nobles de Madrid. Por Real Decreto del 1 de mayo de 1803 recibió de manos de Carlos IV la cruz pensionada de la Orden de Carlos III.
Era hijo de Manuel López de Prado, Coronel del Regimiento de Caballería de Algarve. Su madre fue Antonia de Sagastizábal, hija de Pedro Ignacio Sagastizábal y Melchora de la Costa. Sus hermanos fueron:
- Fabián López de Prado y Sagastizábal, bautizado el 25 de enero de 1756, Armador del Puerto de La Coruña. Obtuvo Real Provisión de Hidalguía de un mismo acuerdo el 28 de noviembre de 1799.
- Manuel López de Prado y Sagastizábal, Licenciado en Leyes, Abogado en la Real Chancillería de Valladolid.